# Кајак и кану на Летњим олимпијским играма 1936 — К-1 10.000 метара за мушкарце
Такмичење у класичном кајаку једноседу (К-1) на 10.000 м  на Летњим олимпијским играма 1936. одржано је 7. августа на регатној стази Берлин — Гринау. 
На такмичењу је учествовало 15 такмичара из 15 земаља који су веслали само финалну трку. 

## Освајачи медаља
|                     |                              |                  |
| Ернст Кребс Немачка | Фриц Ландертингер · Аустрија | Ернест Ридел САД |

## Резултати

### Финале
| Пласман | Кајакаш            | Земља        | Резултат |
| ------- | ------------------ | ------------ | -------- |
|         | Ернст Кребс        | Немачка      | 46:01,6  |
|         | Фриц Ландертингер  | Аустрија     | 46:14,7  |
|         | Ернест Ридел       | САД          | 47:23,9  |
| 4.      | Ко ван Тонгерен    | Холандија    | 47:31,0  |
| 5.      | Еверт Јохансон     | Финска       | 47:35,5  |
| 6.      | Франтишек Брзак    | Чехословачка | 47:36,8  |
| 7.      | Бруно Липс         | Швајцарска   | 48:01,2  |
| 8.      | Елио Сасо Сант     | Италија      | 49:20,0  |
| 9.      | Нилс Валин         | Шведска      | 49:48,7  |
| 10.     | Јосип Зидарн       | Југославија  | 50:31,6  |
| 11.     | Louis Maes         | Белгија      | 51:31,8  |
| 12.     | Петер Ситћа        | Мађарска     | 52:16,8  |
| 13      | Жил Маковјак       | Француска    | 52:56,0  |
| 14.     | Вилијам Вилијамсон | Канада       | 54:05,7  |
| 15.     | Хелге Нилсен       | Данска       | 56:43,9  |